# Spilogona bifimbriata
Spilogona bifimbriata är en tvåvingeart som beskrevs av Huckett 1965. Spilogona bifimbriata ingår i släktet Spilogona och familjen husflugor. Inga underarter finns listade i Catalogue of Life.